# D-Loop

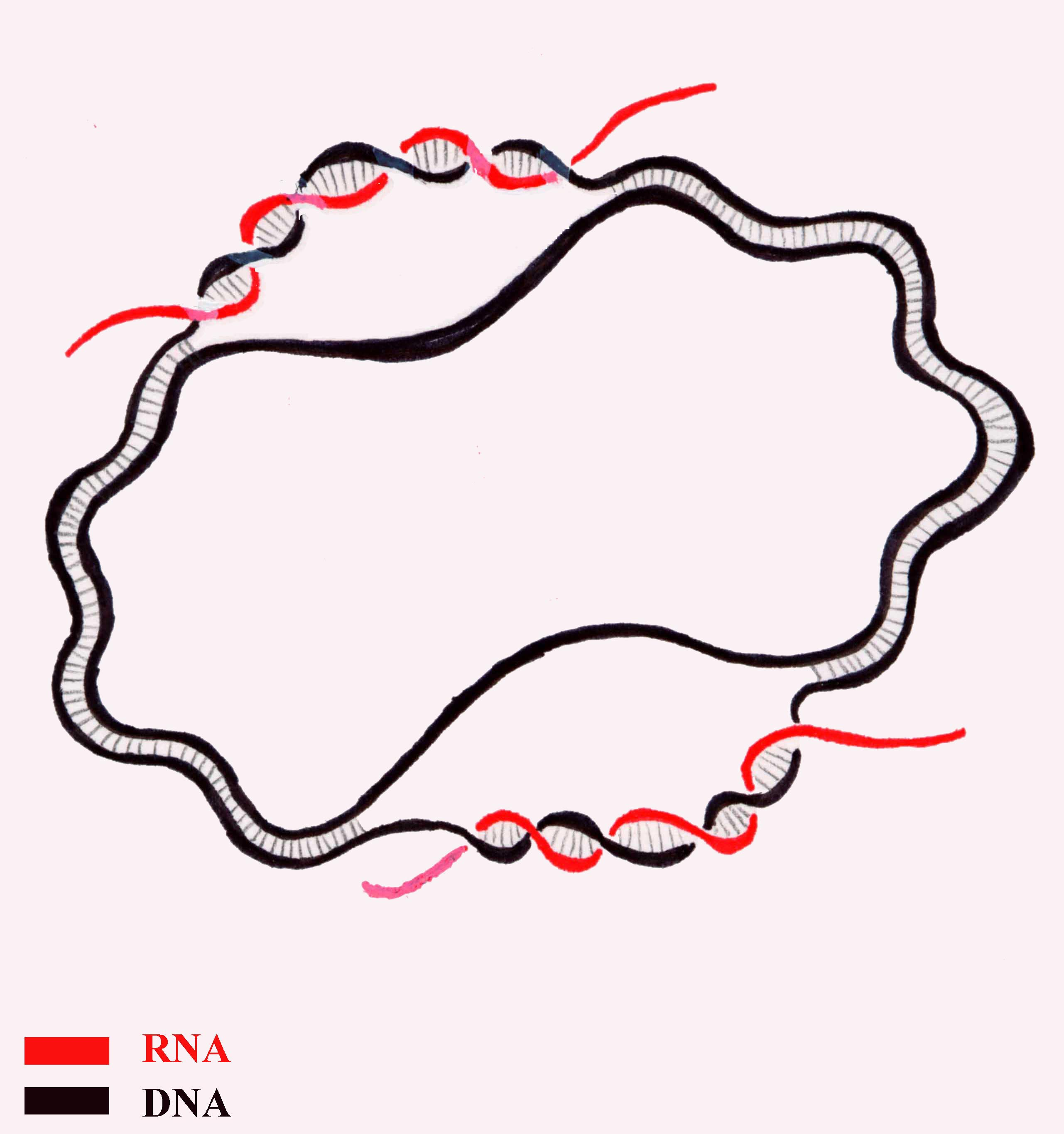
Schematische Darstellung einer D-Loop; die Doppelwendel der DNA ist nur teilweise gezeigt.

Eine D-Loop (synonym Verdrängungsschleife von engl. displacement loop) ist eine Form der Sekundärstrukturen von DNA. Sie kommt vorübergehend bei der DNA-Reparatur, bei Telomeren und bei der DNA-Replikation von mtDNA vor.

## Eigenschaften
Die D-Loop besteht aus einer doppelsträngigen DNA und einer einzelsträngigen DNA mit komplementärer Sequenz zu einem der beiden DNA-Stränge. Durch die Einlagerung des dritten Stranges wird einer der beiden DNA-Stränge abschnittsweise verdrängt.

### DNA-Reparatur
In einer Form der DNA-Reparatur, der Reparatur durch homologe Rekombination bildet die D-Loop einen Übergangszustand. In Bakterien wird eine D-Loop durch RecA erzeugt, die anschließend durch eine Resolvase einzelsträngig gespalten wird. In Säugetieren sind die Proteine RPA (ein Einzelstrang-bindendes Protein) sowie Rad52, das wiederum Rad51 bindet, an der Bildung der D-Loop beteiligt.

### Telomere
Bei der Replikation der Telomere wird an ihrem Ende eine lassoartige Struktur ausgebildet, die als T-loop bezeichnet wird und eine D-Loop beinhaltet. Die T-Loop schützt die Enden der Telomere vor einem Abbau durch Exonukleasen. Bei der T-Loop stammt der dritte Strang von einem 3'-Überhang am Ende der doppelsträngigen DNA (dsDNA), die sich stromaufwärts zwischen den Doppelstrang drängt und somit die Lassoform ausbildet. An die Telomere bindet Shelterin.

### mtDNA
In mitochondrialer DNA (mtDNA) liegt die D-Loop von etwa 660 bp (Basenpaaren) stromabwärts direkt nach dem L-Strang-Promotor (mit circa 440 bp). Die D-Loop liegt in der mtDNA-Kontrollregion. L-Strang-Promotor und D-Loop bilden einem Bereich des Replikationsursprungs der mtDNA, der als Hauptkontrollregion bezeichnet wird und etwa 1100 Basenpaare lang ist. Die D-Loop wird hier dauerhaft aus dsDNA mit einem DNA-verlängerten RNA-Primer (7S-DNA) gebildet.

## Anwendungen
Innerhalb der Hauptkontrollregion der mtDNA liegen zwei hypervariable Regionen, die im Zuge einer Erstellung eines phylogenetischen Baums durch DNA-Sequenzierung der D-Loop ermittelt werden können. In den hypervariablen Regionen ist die Mutationsrate etwa 200- bis 400-fach höher als bei DNA aus dem Zellkern. Neben der Sequenzierung von Y-Chromosomen ist die Sequenzierung der D-Loop eine der häufigst verwendeten Methoden zur Bestimmung von Verwandtschaftsgraden beim Menschen.
Manche Mutationen in der hypervariablen Region sind mit verschiedenen Tumoren assoziiert, darunter Gebärmutterhalskrebs, Brustkrebs, Magenkrebs, Darmkrebs, Leberkrebs, Lungenkrebs und Nierenkrebs. Die Mutationen T16126C, T16224C und T16311C in der ersten hypervariablen Region sind negative Prognosefaktoren für akute lymphatische Leukämie bei Kindern. Die Mutation T16189C ist mit Koronarerkrankung bei manchen Mitteleuropäern assoziiert.

## Geschichte
Die D-Loop wurde erstmals im Jahr 1971 von H. Kasamatsu und Kollegen beschrieben.